# Відцентрова муфта

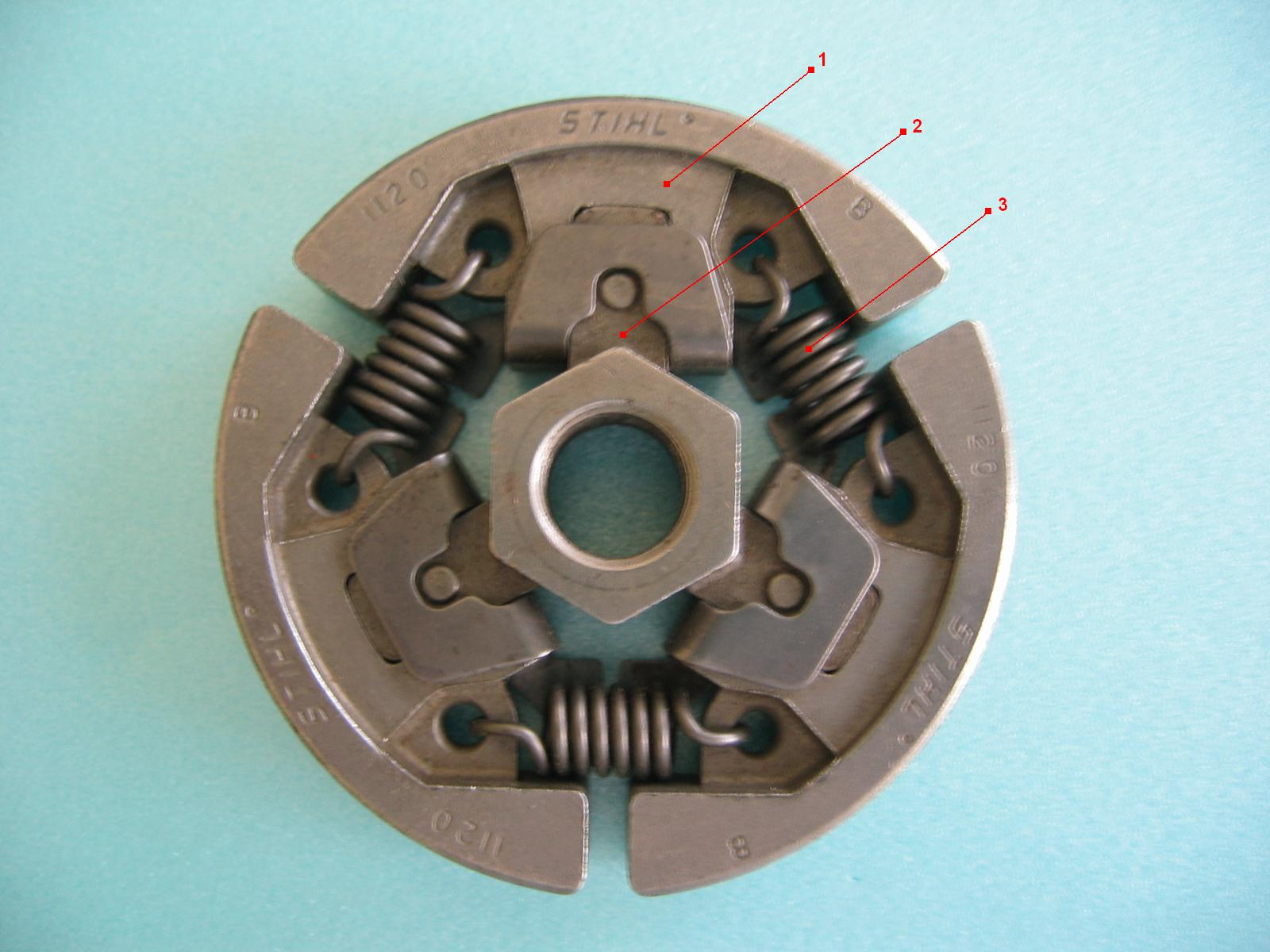
Відцентрова муфта, ведуча півмуфта: 1 — тягарець; 2 — утримувач; 3 — пружина

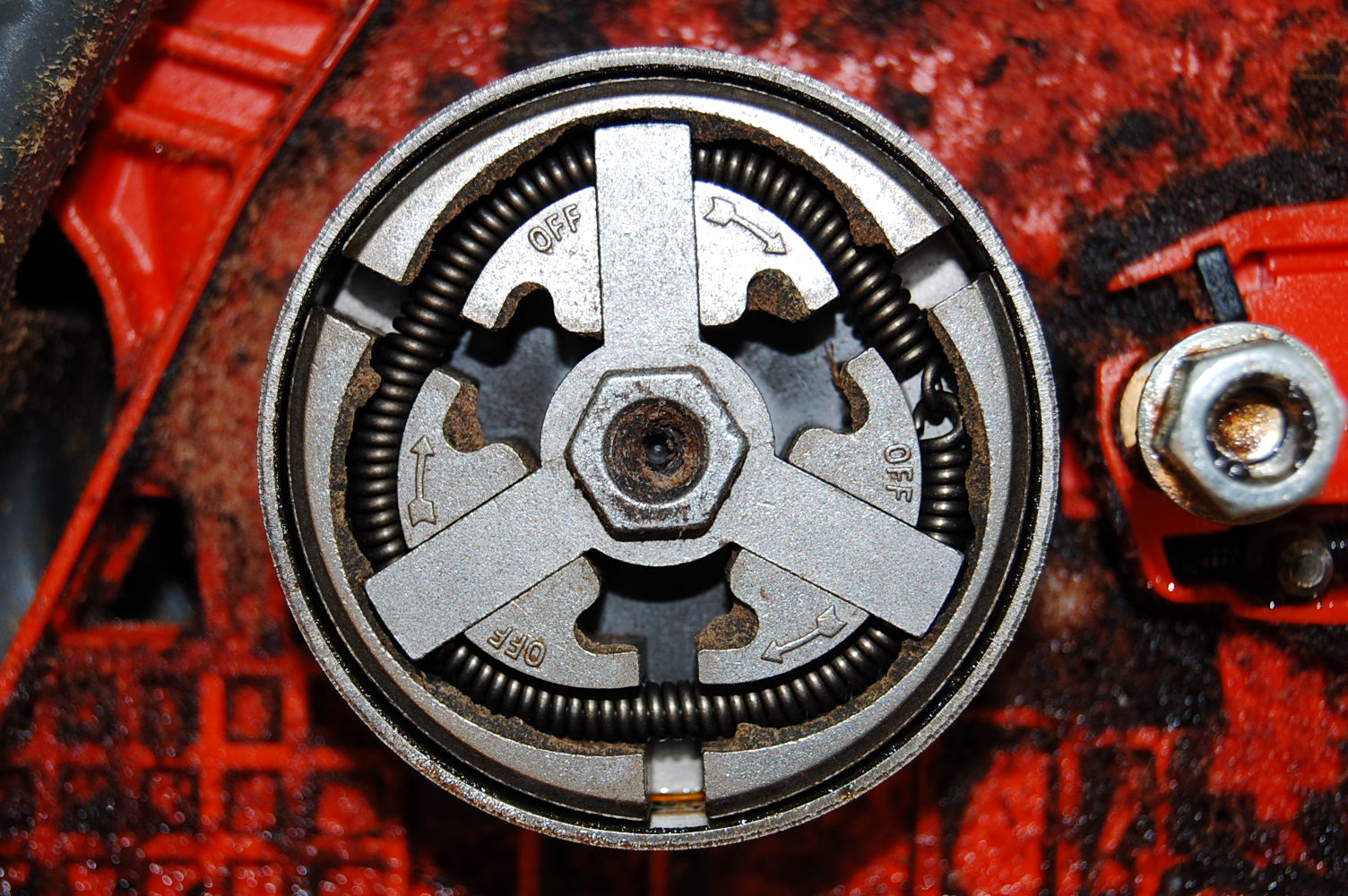
Відцентрова муфта ланцюгової бензопилки

Відцентро́ва му́фта — муфта, що призначена для автоматичного зчеплення (або розчеплення) валів при досягненні ведучим валом заданої швидкості обертання. Може використовуватись як зчіпна (циліндрична) або запобіжна муфта.

## Використання
Відцентрові муфти можуть застосовуватись:
- для полегшення керування (зчеплення і розчеплення муфти відбувається автоматично при досягненні певної частоти обертання);
- для розгону механізмів машин, які мають значні моменти інерції, двигунами з малими пусковими моментами (наприклад, асинхронних з короткозамкнутим ротором);
- для підвищення плавності пуску;
- для запобігання значному розгону (в цьому випадку муфта повинна бути нормально зчепленою, тобто з'єднувати вали при швидкості обертання, яка не перевищує деякого граничного значення).

## Принцип розрахунку

Розрахункова схема відцентрової муфти

Для розрахунку відцентрових муфт виходять з умови, щоб при заданій номінальній частоті обертання муфта передавала розрахунковий крутний момент, причому вмикання повинно починатися з деякої частоти обертання, до досягнення якої момент, що передається муфтою, дорівнює нулю.
Ведучою частиною в цих муфтах є маточина з колодками, котрі переміщуються радіально. Веденою частиною є барабан, до ободу якого колодки притискаються відцентровими силами R. Крім конструкцій відцентрових муфт з радіальним колодками можуть використовуватись муфти з поворотними колодками.
Зазвичай колодки утримуються пружинами за умови:
{\displaystyle n_{1}=(0,7...0,8)n,}
де n — розрахункова частота обертання, необхідна для вмикання муфти.
У разі, коли колодки не утримуються пружинами, тобто переміщуються вільно, умовою вмикання муфти є:
{\displaystyle \omega \geq {\sqrt {\frac {2M_{p}g}{zDfrG}}},}
де Mp — розрахунковий крутний момент;
g — прискорення вільного падіння;
z — кількість колодок;
D — робочий діаметр муфти;
f — коефіцієнт тертя;
r — відстань від осі валу до центру тяжіння колодки;
G — маса колодки.